# Bernie Privin
Bernard „Bernie“ Privin (* 12. Februar 1919 in Brooklyn, New York City; † 8. Oktober 1999 in White Plains (New York)) war ein US-amerikanischer Jazz-Trompeter und Flügelhornist des Swing. 

## Biografie
Bernie Privin war Autodidakt, lernte zunächst Mellophon und wechselte, nachdem er mit dreizehn Jahren Louis Armstrong gehört hatte, zur Trompete. Bereits als Jugendlicher begann er in Clubs aufzutreten, schließlich in den Bands von Harry Reser (1937), Bunny Berigan und Tommy Dorsey (1938) zu spielen. Ende der 30er spielte er mit Buddy Rich im Picadilly Hotel. 1940 war er Musiker in der Broadway-Show Kiss Me Kate. Bekannter wurde er als Solist in den Orchestern von Artie Shaw (1938/39), Mal Hallett, Benny Goodman (1941/42) und Charlie Barnet (1940/41 und 1943) sowie mit Jerry Wald. Während seines Militärdienstes gehörte er der Glenn Miller Army Air Force Band an. Mit der Glenn Miller-Band kam er auch 1944 nach Europa, Ende Januar 1945 wirkte er in Paris an Sessions von Peanuts Hucko, Mel Powell und Ray McKinley mit Django Reinhardt mit. Nach Kriegsende kehrte er für zwei Jahre zur Goodman-Band zurück; 1940 begann er in New York als Studiomusiker zu arbeiten, zunächst ab 1948 für Perry Como, ab 1950 in den Studios der CBS, wo er in den nächsten drei Jahrzehnten tätig war. Unter anderem nahm er mit Sy Oliver (1949–51), Louis Armstrong/Billie Holiday, Neal Hefti/Charlie Parker (als Solist in „Temptation“, 1952 zu hören), Al Caiola und Mel Powell auf, arbeitete mit Jerry Gray und ging mit der Tommy Dorsey Ghost Band auf Tour. 
1974 war Privin mit der All-Star-Band Kings of Jazz auf Europatournee, u. a. mit Pee Wee Erwin und Johnny Mince, im Jahr darauf mit der New York Jazz Repertory Company. Danach ersetzte er Billy Butterfield kurzzeitig in The World’s Greatest Jazz Band. Im Laufe seiner Karriere hatte er nur zweimal Gelegenheit unter eigenem Namen aufzunehmen, ein Album für Regent (1956) mit einem Quintett, zu dem auch Al Cohn gehörte, und für das schwedische Label HMT im Jahr 1969. Eine Parkinson-Erkrankung setzte seiner Karriere ein Ende.

## Lexikalische Einträge
- Leonard Feather, Ira Gitler: The Biographical Encyclopedia of Jazz. Oxford University Press, New York 1999, ISBN 0-19-532000-X.
- John Jörgensen & Erik Wiedemann: Jazzlexikon. München. Mosaik Verlag, ca. 1960
- Bielefelder Katalog 1985

| Personendaten    | Personendaten                                                |
| ---------------- | ------------------------------------------------------------ |
| NAME             | Privin, Bernie                                               |
| ALTERNATIVNAMEN  | Privin, Bernard                                              |
| KURZBESCHREIBUNG | US-amerikanischer Jazz-Trompeter und Flügelhornist des Swing |
| GEBURTSDATUM     | 12. Februar 1919                                             |
| GEBURTSORT       | New York City                                                |
| STERBEDATUM      | 8. Oktober 1999                                              |
| STERBEORT        | White Plains (New York)                                      |